# Гомес дос Сантос, Томас
Томас Гомес дос Сантос (порт. Tomás Gomes dos Santos; 17 апреля 1803, Рио-де-Жанейро — 9 июля 1874, Рио-де-Жанейро) — бразильский государственный деятель, медик, педагог.
Получил разностороннее образование во Франции, изучая литературу в Сорбонне и медицину в Университете Монпелье. По возвращении в Бразилию с 1834 г. заведовал кафедрой внутренних болезней, а затем в 1837—1869 гг. кафедрой гигиены Медицинской школы Рио-де-Жанейро. Был также придворным врачом. С 1839 г. состоял действительным членом Бразильского исторического и географического института.
На протяжении многих лет был депутатом ассамблеи провинции Рио-де-Жанейро, в 1845—1848 гг. заместитель председателя ассамблеи. В июне-июле 1858 г. исполняющий обязанности губернатора провинции. В 1858—1864 гг. руководил провинциальным департаментом народного образования.
С 1855 г. и до конца жизни директор Академии изящных искусств Рио-де-Жанейро, а с 1866 г. одновременно и Консерватории Рио-де-Жанейро.